# Dolní Heršpice-Přízřenice

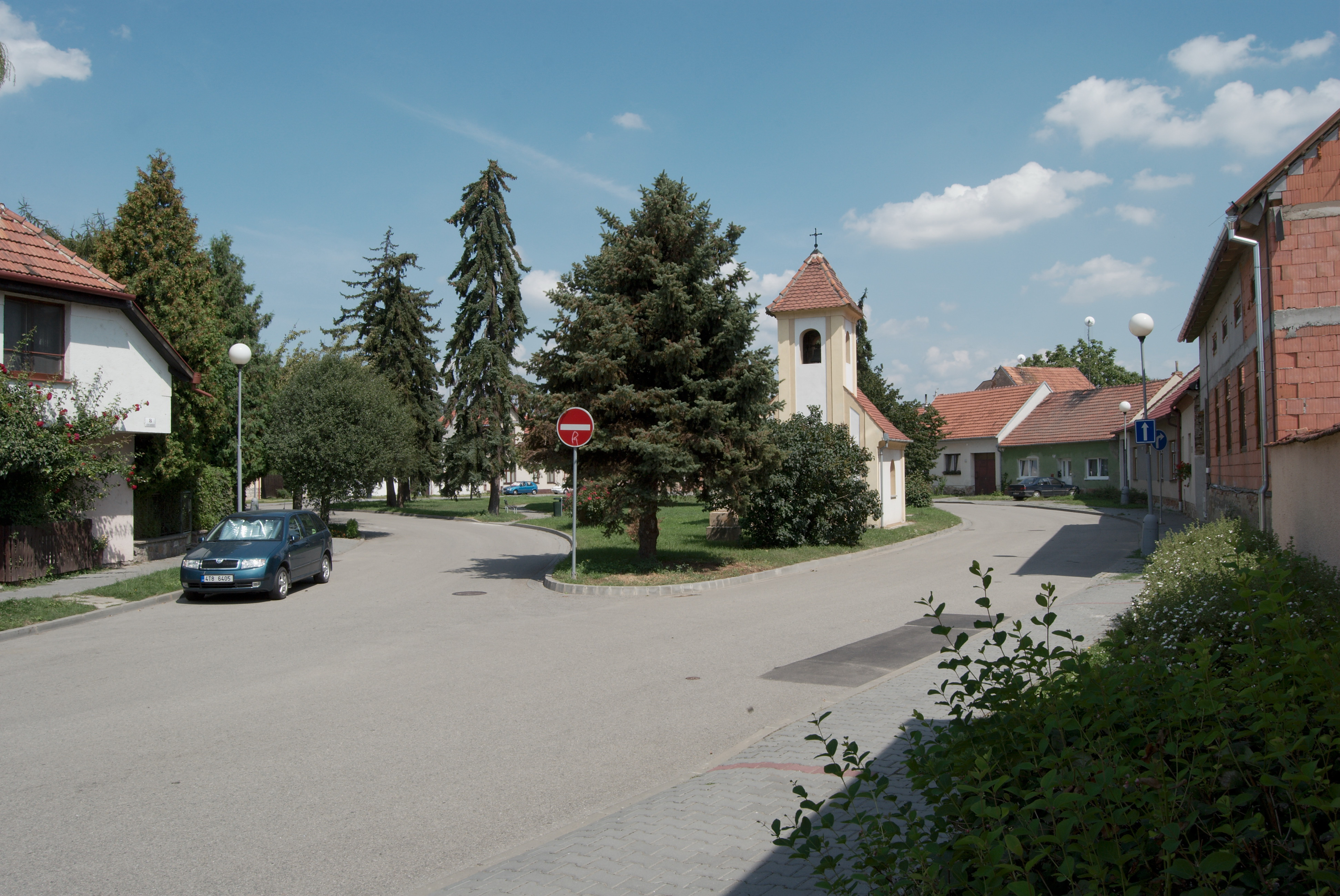
Jižní náměstí v Dolních Heršpicích

Dolní Heršpice-Přízřenice je název navržené obce, o jejímž vzniku se rozhodovalo 12. září 2010 v místním referendu o odtržení místních části Dolní Heršpice a Přízřenice od města Brna. Katastrální území Přízřenice má rozlohu 3,8163 km², Dolní Heršpice 3,1258 km², dohromady cca 6,9421 km². V referendu se sice většina hlasujících vyslovila pro odtržení, ale protože tito tvořili pouze 41 % oprávněných voličů, referendum dle zákona souhlas nevyjádřilo.

## Historie správního začlenění
Přízřenice i Dolní Heršpice se staly 16. dubna 1919 součástmi města Brna. V Dolních Heršpicích až do roku 1939 působil místní výbor, do roku 1945 pak místní úřadovna, 27. dubna 1945 zde byl ustaven místní národní výbor s působností pro katastrální území Dolní Heršpice, který byl zrušen s koncem roku 1946. Od 1. ledna 1947 do 30. září 1949 byly obě vesnice začleněny do městského obvodu Brno VIII, od 1. října 1949 do 30. dubna 1954 do obvodu Brno XI, od 1. května 1954 do obvodu Brno IX. V první polovině 50. let byly upraveny hranice Přízřenic s Modřicemi. Městský obvod Brno IX byl roku 1957 přejmenován na Brno IX-Horní Heršpice, roku 1960 změněn v městskou část Horní Heršpice a roku 1971 opět přejmenován na Brno IX. Horní Heršpice. Ve druhé polovině 60. let došlo v rámci katastrální reformy Brna k novému vymezení katastrálních hranic, přičemž některé pozemky byly převedeny z Přízřenic do Dolních Heršpic a Moravan a došlo opět k úpravě hranic mezi Přízřenicemi a Modřicemi, upraveny byly hranice mezi Dolními a Horními Heršpicemi a k Dolním Heršpicím byly připojeny okrajové pozemky z Brněnských Ivanovic a Holásek. V letech 1975–1990 připadly Přízřenice do městského obvodu Brno IV, od 24. listopadu 1990 do samosprávné městské části Brno-jih.

## Snaha o společné odtržení od Brna

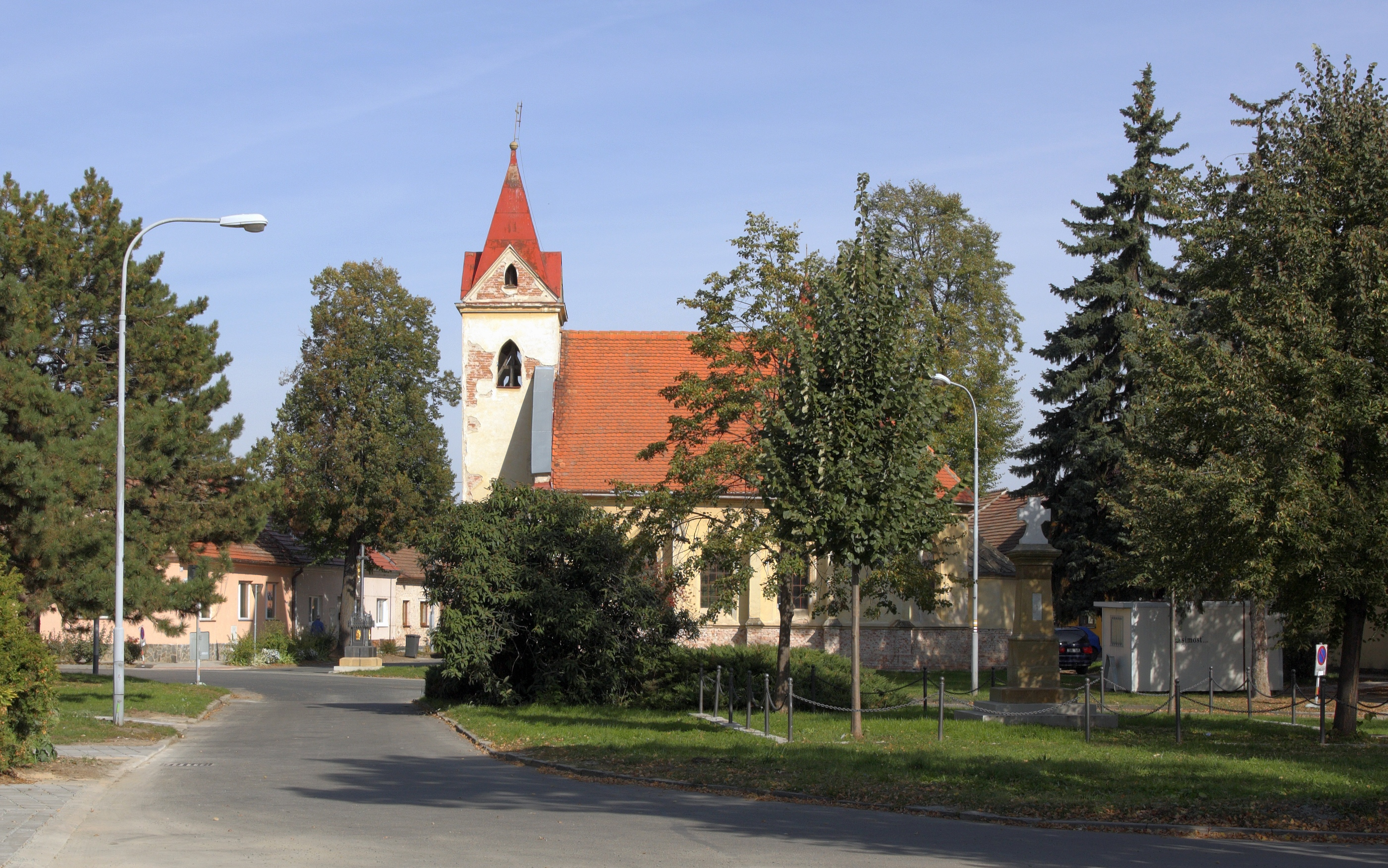
Staré náměstí v Přízřenicích

V roce 2010 na území Dolních Heršpic a sousedních Přízřenic vznikla sdružení Samostatný jih (mluvčí Pavel Reich) a Pěkný jih, která vyjadřují nespokojenost s plánovanou výstavbou nového bytového komplexu pro 2000 obyvatel, který by podle jejich mínění narušil vesnický vzhled těchto částí. Také se z jejich řad ozývala kritika, že městská část Brno-jih na jejich území nevěnuje úměrné náklady a nedostatečně pečuje například o kanalizaci, chodníky a školku. Impulsem k protestům byl záměr výstavby prvních 30 rodinných domů a 800 bytů v lokalitě Na slunné louce (investorem rodinných domů je firma Reko) a vyhrazení dalších ploch pro bydlení v návrhu změny územního plánu z roku 2008.
Sdružení Samostatný jih uspořádalo petici požadující referendum o odtržení Dolních Heršpic a Přízřenic od Brna a vytvoření nové obce Dolní Heršpice-Přízřenice, kterou podepsalo přes 50 % oprávněných voličů. Tehdejší starosta městské části Brno-jih Josef Haluza (ČSSD) argumentoval proti odtržení a říkal, že ufinancovat provoz školek, dostavět kanalizaci či protipovodňová opatření se lépe daří se silným partnerem za zády a že samostatné obce s malým počtem obyvatel jsou finančně v nevýhodě. Pavel Reich tvrdil, že výhody převažují nad riziky, argumentoval příklady obcí úspěšně odtržených od jiných měst a uváděl, že zisky z těchto dvou vesnic nyní unikají do rozpočtu městské části, tedy po osamostatnění jim zůstane více peněz. Starosta se snažil uspořádat setkání s firmou Reko a sdružením Pěkný jih a pro propagaci argumentů proti odtržení využít speciální číslo časopisu městské části Jižní kurýr. Město Brno podle iDnes.cz navrhlo, že pokud nedojde k odtržení, město problémové pozemky odkoupí a zabrání výstavbě. Odpůrci odtržení založili sdružení Občané proti odtržení, které letákem varovalo například před zdražením vody a jízdného. Odpůrci odtržení se odvolávali rovněž na sounáležitost s městem Brnem a na lepší podmínky pro studium v Brně.. Sdružení Samostatný jih v petici navrhovalo konání referenda na 2. října, městem bylo vyhlášeno na 12. září 2010. Pokud by referendum návrh bylo odsouhlasilo, změna by podle lhůt daných zákonem o obcích nabyla účinnosti k 1. lednu 2012.
Od roku 1990 se jednalo o první vážnou snahu o osamostatnění některých částí Brna a v případě prosazení by se bylo jednalo o vůbec první osamostatnění některé části Brna za celou jeho historii.[zdroj⁠?!]

## Výsledek referenda
Účast v referendu dosáhla 69 %. 353 lidí hlasovalo pro odtržení, 243 proti odtržení. Návrh by byl odsouhlasen, kdyby pro něj hlasovalo nejméně 445 hlasujících.